# Hiệp hội Hướng dẫn viên Lặn biển Chuyên nghiệp

Hệ thống đào tạo của PADI

Hiệp hội Hướng dẫn viên Lặn biển Chuyên nghiệp (tiếng Anh: Professional Association of Diving Instructors, viết tắt là PADI) là hiệp hội thành viên lặn giải trí và đào tạo thợ lặn lớn nhất thế giới do John Cronin và Ralph Erickson thành lập năm 1966.
PADI tổ chức nhiều khoá đào tạo từ "Lặn biển" đến "Lặn khơi" và "Bậc thầy Lặn biển" cũng như nhiều loại chứng chỉ hướng dẫn viên lặn. Vưới thương hiệu PADI TecRec, PADI còn cung cấp các khoá huấn luyện về lặn kĩ thuật. Tương tự, công ty chị em của PADI là Emergency First Response Corp cung ứng nhiều chương trình huấn luyện sơ cứu và hồi sức tim-phổi (CPR) cho người không chuyên ở các nước như Anh Canada và Úc.
Chương trình đào tạo của PADI bao gồm nhiều mô-đun với các mục tiêu học tập được tiêu chuẩn hoá, bao gồm phần lý thuyết và phần phát triển kĩ năng thực hành. Nội dung lý thuyết chủ yếu được truyền đạt dựa vào cách tự học thông qua đọc sách, huấn luyện trên máy vi tinh qua đĩa CD hoặc học trực tuyến. Tất cả các cách thức học trên đều có video bổ sung để giúp người học hình dung ra những điều mà họ đã đọc. Hướng dẫn viên lặn là người tổ chức đánh giá trình độ kiến thức của học viên. Kĩ năng thực hành được trang bị thông qua các buổi huấn luyện dưới nước bị giới hạn (ở hồ bơi hoặc vùng nước tương đối nông). Mỗi học viên nhận một chứng chỉ sau khi hoàn thành mỗi khoá học.
Các khoá học của PADI dựa trên nền tảng là thực hành. Ở cấp độ giới thiệu, người ta nhấn mạnh kiến thức thực hàng, kĩ năng an toàn và vận động. Các chi tiết "bí truyền" hơn được để dành cho các khoá học sau khi người học đã có kiến thức thực hành và kinh nghiệm trên mức nhập môn. Những phương pháp này nằm trong triết lý học tập hiện đại và thường xuyên nhận được cập nhật thông qua việc đánh giá ngang hàng.